# Casa George W. Loomer
La Casa George W. Loomer es una residencia privada ubicada en 71 West Hancock Street en Midtown Detroit, Míchigan. Se encuentra en el Distrito Histórico Warren-Prentis y fue incluida en el Registro Nacional de Lugares Históricos en 1994. Limita con la casa de Mulford T. Hunter, el único otro edificios del siglo XIX aún en pie en esta zona.

## Historia
Esta estructura románica richardsoniana fue diseñada por el arquitecto Almon C. Varney en 1888 para George W. Loomer, un comerciante de madera. El edificio originalmente tenía un valor asegurado de 4.300 dólares, una suma considerable en 1888. En 1891, el capitán retirado del barco de vapor Mulford T. Hunter compró la casa a Loomer y también adquirió lo que entonces era un lote vacío al lado. En 1893, encargó la construcción de una casa en el terreno baldío (ahora Mulford T. Hunter House) y se mudó al año siguiente. Posteriormente alquiló la casa Loomer. La propiedad tanto de Hunter House como de Loomer House pasó de Huner a su hija y luego a su nieta Carolyn S. McGraw. 
En 1951, ambas casas se vendieron a Phila J. Draper y se transformaron en edificios de apartamentos de varias unidades. Continuaron funcionando como apartamentos durante al menos la década de 1990, aunque con diferentes propietarios, pero el exterior no ha cambiado. El propietario en la década de 1990 era Edward Black. A partir de 2009, las casas eran propiedad de un hombre llamado Sr. Akbar. Las unidades se alquilan principalmente a estudiantes y profesores de la Universidad Estatal Wayne. El apartamento # 3 en 71 W Hancock contiene la ventana del ataúd.

## Arquitectura
El exterior de esta casa presenta una torreta de dos pisos con techo cónico y un porche arqueado. El enorme sótano de piedra eleva la casa un metro con respecto al suelo. El resto está construido con mampostería, gran parte de ella intrincadamente colocada. El porche soporta un balcón abierto arriba, con una ventana que da al porche que tiene un borde redondeado exagerado, y por encima de eso una buhardilla de techo a dos aguas. 
Las hileras de cinturones debajo de cada línea de las ventanas de la torre están construidas de piedra, al igual que los escalones y el dintel sobre la ventana central en el primer piso de la torre. Tres ventanas están ubicadas en los niveles del sótano, primer y segundo piso de la torre. Seis pequeñas ventanas cuadradas están ubicadas en el tercer piso.
En el interior, la moldura es toda en roble dorado. Gran parte del interior se eliminó al convertirlo en apartamentos, pero la escalera principal permanece intacta.

## Lectura adicional
- Hill, Eric J. and John Gallagher (2002). AIA Detroit: The American Institute of Architects Guide to Detroit Architecture. Wayne State University Press. ISBN 0-8143-3120-3.

- Datos: Q5545685